# Dichanthelium lanuginosum
Espèce
Dichanthelium lanuginosum, en français Panic laineux, Panic fasciculé ou Panic lanugineux, est une espèce de plantes monocotylédones de la famille des Poaceae, originaire d'Amérique du Nord.

## Habitat et répartition
Cette espèce est répandue surtout dans le centre et l'est des États-Unis. On la rencontre dans des habitats variés, principalement dans des zones ouvertes et sèches.

## Variétés

### Dichanthelium lanuginosumvar.thermale
Une variété, Dichanthelium lanuginosum var. thermale, pousse dans des domaines géothermiques du parc national de Yellowstone (États-Unis).
Elle est capable de résister à des températures élevées et à une forte acidité dans sa rhizosphère.
En 2007, on a découvert que la tolérance à la chaleur est conférée à cette plante par une symbiose entre un champignon et un virus. Quand elle est colonisée par le champignon, Curvularia protuberata, et que le champignon est à son tour colonisé par un virus particulier (dénommé Curvularia thermal tolerance virus (CThTV,virus de tolérance thermique des Curvularia), la plante est capable de tolérer des températures du sol allant jusqu'à 65 °C, qui seraient sinon létales.
En raison de la spécificité et de l'isolement de ce taxon, on le considère parfois comme une espèce distincte, Dichanthelium thermale.

### Liste des variétés
Selon Tropicos (12 juillet 2016) (Attention liste brute contenant possiblement des synonymes) :
- variété Dichanthelium lanuginosum var. fasciculatum (Torr.) Spellenb.
- variété Dichanthelium lanuginosum var. lindheimeri (Nash) Harvill
- variété Dichanthelium lanuginosum var. sericeum (Schmoll) Spellenb.
- variété Dichanthelium lanuginosum var. spretum (Schult.) Harvill
- variété Dichanthelium lanuginosum var. thermale (Bol.) Spellenb.
- variété Dichanthelium lanuginosum var. villosissimum (Nash) Gould